# Vitauldas Cepauskas
Vitauldas Cepauskas, né le 17 mars 1979 à Alytus en Lituanie, est un footballeur lituanien.
Il évolue au poste de défenseur.

## Carrière
Vitauldas Cepauskas joue successivement dans les équipes suivantes : FK Geležinis Vilkas, FK Inkaras Kaunas, FK Atlantas Klaipėda, FC Levadia Tallinn, FK Žalgiris Vilnius et FC Narva Trans.